# Lonchaea flavipedulis
Lonchaea flavipedulis är en tvåvingeart som beskrevs av Mcalpine 1964. Lonchaea flavipedulis ingår i släktet Lonchaea och familjen stjärtflugor. Inga underarter finns listade i Catalogue of Life.